# Trichoneura nepalensis
Trichoneura nepalensis är en tvåvingeart som först beskrevs av Enrico Adelelmo Brunetti 1918.  Trichoneura nepalensis ingår i släktet Trichoneura och familjen småharkrankar.
Artens utbredningsområde är Nepal. Inga underarter finns listade i Catalogue of Life.